# Drujeliubivka, Ielaneț
Drujeliubivka (în ucraineană Дружелюбівка) este un sat în comuna Maloukraiinka din raionul Ielaneț, regiunea Mîkolaiiv, Ucraina.

## Demografie
Componența lingvistică a localității Drujeliubivka
     Ucraineană (92,59%)
     Rusă (4,76%)
     Română (2,65%)
Conform recensământului din 2001, majoritatea populației localității Drujeliubivka era vorbitoare de ucraineană (92,59%), existând în minoritate și vorbitori de rusă (4,76%) și română (2,65%).